# Aammeh Pasand
Pour plus de détails, voir Fiche technique et Distribution.
Aammeh Pasand (persan : عامه‌پسند, romanisé : Aammeh Pasand, titre anglais : Unpopular ou Popular) est un film iranien de 2020 écrit et réalisé par Soheil Beiraghi. Le film a été projeté pour la première fois au 38e Festival du film de Fajr.